# یواس‌ان‌اس کاپیتان آرلو ال اولسون (تی‌ای‌کی-۲۴۵)
یواس‌ان‌اس کاپیتان آرلو ال اولسون (تی‌ای‌کی-۲۴۵) (به انگلیسی: USNS Captain Arlo L. Olson (T-AK-245)) یک کشتی بود. این کشتی در سال ۱۹۴۵ ساخته شد.